# Моронг, Томас
Томас Моронг (англ. Thomas Morong, 15 апреля 1827 — 26 апреля 1894) — американский ботаник.

## Биография
Томас Моронг родился в штате Алабама 15 апреля 1827 года.
Моронг провёл своё детство в штате Алабама; в возрасте пятнадцати лет он переехал на север со своей семьёй. В 1848 году Томас получил степень бакалавра искусств в Amherst College. У него развился интерес к ботанике благодаря контактам с Уильямом Оуксом и Джеймсом Роббинсом. Его интерес к ботанике продолжал развиваться и после смерти Оукса и Роббинса, он заинтересовался сбором растений вдоль водных путей Южной Америки. Благодаря контактам с Натаниэлем Лордом Бриттоном на встречах 1886 и 1887 года Американской ассоциации содействия развитию науки его мечта по сбору растений в Южной Америке осуществилась. 30 июля 1888 года Томас Моронг уехал в Буэнос-Айрес; он собирал растения в Аргентине, а затем отправился в Парагвай. Моронг описал более 360 видов растений.
Томас Моронг умер в Огайо 26 апреля 1894 года.

## Научная деятельность
Томас Моронг специализировался на семенных растениях.

## Некоторые публикации
- 1885. Notes on Naiadaceae. Ed. Carlon & Hollenbeck.
- 1886. Revision of the North American species of Nuphar. Ed. University of Chicago Press.
- 1888. A new water-lily. Ed. University of Chicago Press.
- 1889. Paraguay and its flora. Botanical Gazette.
- Morong, T; NL Britton. 1893. An enumeration of the plants collected by Dr. Thomas Morong in Paraguay, 1888—1890. Ann. New York Academy of Sci. 7: 45—280.
- 1893. A new species of Listera, with notes on other orchids (Contributions from the Herbarium of Columbia College). Ed. Torrey Botanical Club.
- 2007. The Naiadaceae Of North America. Ed. Kessinger Pub. 180 pp. ISBN 0-548-48429-5.